# Lucie Ideler
Lucie Ideler (Pseudonym U. Derelli; * 18. September 1851 in Heinrichsdorf, Pommern; † 4. Oktober 1910 in Freienwalde) war eine deutsche Schriftstellerin.

## Leben
Lucie Ideler war die Tochter eines Landpastors und dessen Ehefrau, die sich für die schriftstellerischen Versuche der Tochter interessierte. In dem Dorf Virchow verlebte sie ihre gesamte Jugendzeit. Diese und die Erwachsenenjahre waren von Einsamkeit geprägt. Seit 1881 lebte sie in Freienwalde, heute Bad Freienwalde (Oder), wo sie sich 1910 das Leben nahm. Ihre Werke wurden auch in den Vereinigten Staaten, dort vom deutsch-amerikanischen Zeitschriftenverleger Louis Lange, und nach ihrem Tod veröffentlicht. Ihr wohl bekanntestes Buch Neue Märchen wird seit 2016 von der Hansebooks GmbH in Norderstedt als Book on demand angeboten.

## Werke (Auswahl)
- Das Bild des Kaisers. Erzählung A. Schmidt, Anklam 1881.
- Ritterliche Treue. A. Schmidt, Anklam 1891.
- Ein Edelmann. A. Schmidt, Anklam 1892.
- Epheu. Drei Erzählungen. A. Schmidt, Anklam 1892.
- Neue Polterabend-Aufführungen für Erwachsene und Kinder. E. Freyhoff, 1892.
- Neue Märchen. Schwabacher, Stuttgart, 1895.
- Die Hand des Herrn. Der Invalide. Zwei Erzählungen. Volksbücher zur Unterhaltung und Belehrung für Jedermann, Band 15, Verlag Evangelischer Schriftenverein, Karlsruhe 1896.
- Heimat du Fremde. 1896.
- Blumen am Wege. Für die heranwachsende, weibliche Jugend gesammelt. Mit einem Titelbild nach einem Original von G. Schöbel, Verlag von Herm. Meidinger, Berlin 1900.
- Unter Fremder Herrschaft Eine wahre Geschichte, Stuttgart, Verlag von Levy & Müller, 1902.
- Ohne Furcht und Tadel. Roman, 1903.
- Die Bitte um Vergebung. Enßlin & Laiblin, Reutlingen 1903.
- Die Umkehr. Enßlin & Laiblin, Reutlingen 1904.
- Der Dank des Geretteten. Enßlin & Laiblin, Reutlingen 1905.
- In der Wassermühle und andere Erzählungen. Ernst Kaufmann, Lahr 1906.
- Unter wilden Tieren. 1906.
- Was ist der Frau nicht erlaubt, wenn sie liebt? 1908.
- In Gottes Schutz und andere Erzählungen. Ernst Kaufmann, Lahr 1910.
- Um Recht und Freiheit! Erzählung aus Bornholms Vergangenheit. Bischof & Klein, Lengerich 1910.
- Heimgefunden. Munz  Co., Leipzig 1928.
- Dennoch. Roman, Munz & Co., Leipzig 1928.
- Weiße und Rote Rosen. Eine Erzählung. Louis Lange, St. Louis 1929.